# Kljunasta flavta
Kljunasta flavta ali blokflavta je glasbeni inštrument iz skupine pihal.

## Zgodovina
Začetek kljunaste flavte (italijansko flauto dolce, francosko flûte à bec, angleško recorder, nemško Blockflöte, Schnabelflöte) sega daleč v zgodovino in je bila v rabi že pri zgodnjih ljudstvih. V Evropi naj bi se pojavila v 11. stoletju v Franciji.
Z razvojem se je tehnično izpopolnila in uveljavila kot solistični in ansambelski inštrument v obdobjih od srednjega veka do baročne dobe. Ponovno se je uveljavila v novejšem času kot koncertni inštrument za izvajanje stare in sodobne glasbe. Pomembno vlogo dobiva tudi pri glasbeni vzgoji mladine.

## Razdelitev
Družino kljunastih flavt sestavljajo sopranino, sopran, alt, tenor, bas in veliki bas.

## Opis
Kljunasta flavta ima devet luknjic, od tega je ena spodaj, to pokriva palec leve roke. Prosta prsta sta levi mezinec in desni palec. Navadno sta luknjici za desni prstanec in mezinec dvojni, da lažje pridemo do poltona. Flavta ima dva dela. Pri ustniku je izredno pomemben jeziček. Ta daje ton. Če ga zatisnete ton ne zveni; sliši se le pihanje (sapa).
Kljunasta flavta ima različne razpone, npr. od C1 do C3.
Flavte so lahko plastične, iz hruškovega lesa, oljke ali ebenovine. Stanejo od približno 20 (plastične) pa do čez 80 evrov (iz ebenovine). To velja posebej za alt flavte. Basovske flavte so lahko še dražje zaradi zlatih zatisnjevalk za luknjice.

## Izdelovalci
- Moeck